# De Tomaso Deauville
De Tomaso Deauville é um sedan de quatro portas exibido pela primeira vez no Turim Motor Show em 1970. O carro foi equipado com o mesmo motor Ford Cleveland V8 norte-americano de 330 cv, 351 pol ³ (5.763 cc) como o De Tomaso Pantera. O carro tinha uma velocidade máxima de 230 km / h (143 mph) e caracterizou-se com estilo semelhante ao do Jaguar XJ.
O Deauville teve uma suspensão traseira independente muito semelhante ao utilizado pelo Jaguar, e discos ventilados nas quatro rodas. Ele compartilha seu chassi com o Maserati Quattroporte III .
Um total de 244 Deauvilles foram produzidos. Havia três variantes Deauville: a série inicial 1 (1970-1974: número de série 10 # #, 11 # # # # e 12), a série final 1 (1975 - 1977: os números de série 14 # #) e na série 2 (1978-1985: números de série 20 # # e 21 # #).
Um Deauville perua foi feita para a esposa do Sr. De Tomaso. Houve também dois Deauvilles blindados produzidos, um para a família real belga e um para o governo italiano. Um desses carros é exibido no Museo delle Auto della Polizia Di Stato, em Roma, a outra foi adquirida por um americano e participou em 1997 Concorso Italiano.